# Morata de Jalón
Morata de Jalón (em aragonês:Morata de Xalón) é um município da Espanha, na província de Saragoça, comunidade autónoma de Aragão. Tem 45,87 km² de área e em 2021 tinha 1 077 habitantes (densidade: 23,5 hab./km²). Pertence à comarca de Valdejalón, e limita com os municípios de Alpartir, Santa Cruz de Grío, El Frasno, Chodes, Arándiga e La Almunia de Doña Godina.